# RP IF
RP IF, Risbrinkspojkarna, är en idrottsförening från Linköping i Sverige. Mest känd för sina framgångar i handboll för herrar. RP IF bildades 1957 och hade 2007 cirka 1 200 medlemmar och ungefär 45 handbollslag,

## Historik
RP, eller Risbrinkspojkarna, grundades år 1957. Föreningen startades för att få ungdomar att göra något meningsfullt. Första året hade RP 34 medlemmar och handbolls-, bandy-, fotbolls- och bordtennissektioner. År 1958 fanns bara handboll och bandy kvar, och 18 tjejer blivit medlemmar i klubben.
Under 1960-talet fanns det bara två ungdomslag, men det gick bättre för herrlaget som år 1967 gick upp i näst högsta serien i handboll. På 1970-talet byggdes RP:s ungdomsverksamhet upp. Svante Malm var anställd som ungdomsinstruktör. Hösten 1976 startade RP med 15 lag i Östgötaserien. Dessutom fanns det RP-lag i både herr- och damallsvenskan. 1977 utsågs RP till Sveriges mest framgångsrika förening på ungdomssidan.
1980-talet blev ett decennium med idrottsliga framgångar och ekonomiska bekymmer. RP startade farmarlaget eRPing för att få en bredare elitsatsning. På 1990-talet fick många tidigare RP-spelare landslagsuppdrag. Magnus Andersson, Pierre Thorsson och Jonas Samuelsson är exempel på dessa. RP fick också ett brev från Magnus Andersson, där han tackade för sin grundutbildning i sin moderklubb. År 1999 kom bland andra Mats Karlsson och Per Claudius tillbaka till klubben och hjälpte laget att gå upp till division 1 igen. Damerna började 1990-talet med att komma åtta i elitserien. Dessutom vann RP:s damjuniorer föreningens andra JSM-guld. RP hade då cirka 15 ungdomslag. RP-gården övertogs av RP efter långa förhandlingar med Linköpings kommun.
På damsidan i RP nådde en kull med spelare födda 1963, bland andra Lena Rydqvist och Tone Süssly, landslaget. Föreningen var i Sverigetoppen. Årskullen födda 1966 med Annika Persson och Helene Widström var duktiga och sedan 69-orna med Gunilla Olsson, Karin Höglin och Anna Rydmark. Generationen född i början av 80-talet med Matilda Boson och Sara Eriksson födda 1981, och Fanny Lagerström född 1983.
På 2000-talet är RP:s viktigaste område talangutveckling och breddsatsning. Herrarnas representationslag gick in i Linköpings HK, som är ett samarbete mellan flera Linköpingsklubbar. Damlaget tappade eftersom de förlorade Fanny Lagerström och Matilda Boson.  Efter Fanny kom Anna Roxå, RP:s Jsm lag födda 92/93 med  spelade steg 5 2011. Inför säsongen 2012/2013 värvades brittiska OS-stjärnan Steven Larsson för att hjälpa till med satsningen mot Allsvenskan.
Säsongen 2012/2013 blev RP Linköpings herr A lag seriesegrare i Div.1 Norra. Säsongen 2013/2014 spelades i Allsvenskan. Det blev sorti direkt efter säsongavslutningens kvalspel. 2016 -17 spelar man dock i allsvenskan igen.